# Малек, Реда
Реда Малек (араб. رضا مالك‎) — государственный и политический деятель Алжира. С 1993 по 1994 год занимал должность премьер-министра страны.

## Биография
Родился 21 декабря 1931 года в алжирском городе Сетифе. Имеет ученую степень в области литературы и философии Университета Алжира. В 1955 году стал учредителем Всеобщего союза алжирских мусульманских студентов, а в 1957 году стал членом Руководящего комитета этой организации. С 1957 по 1962 год занимал должность главного редактора еженедельной оппозиционной газеты «El Moudjahid», которая поддерживала Фронт национального освобождения в его Войне за независимость Алжира от Франции.
С 1962 по 1964 год был послом Алжира в Югославии. С 1965 по 1970 год — посол Алжира во Франции. С 1970 по 1977 год — посол Алжира в Советском Союзе. С 1977 по 1979 год занимал должность министра культуры и информации. С 1979 по 1982 год — посол в Соединённых Штатах Америки, был одним из главных переговорщиков, которые обеспечили освобождение 52 заложников из посольства США в Тегеране (Иран). С 1982 по 1992 год — посол в Великобритании.
С 1992 по 1993 год был председателем Национального консультативного совета. С 3 февраля 1993 года по 21 августа 1993 года был министром иностранных дел Алжира. С 21 августа 1993 года по 11 апреля 1994 года занимал должность премьер-министра страны. Реда Малек является автором многочисленных книг, в том числе: «Tradition et révolution», «Le véritable enjeu, l’enjeu de la modernité en Algérie et dans l’islam», «l’Algérie à Evian» и «Histoire des négociations secrètes (1956/1962)».